# Страшилки
Страши́лки — жанр современного детского фольклора: короткие рассказы, цель которых — испугать слушателя.
Страшилки могут быть соотнесены с некоторыми разновидностями бытующего в США и других странах жанра «городской легенды», однако имеют свою специфику.

## Характеристика
По мнению исследовательниц этого жанра О. Гречиной и М. В. Осориной, введших термин «страшилки» в научный оборот, «в страшилке сливаются традиции волшебной сказки с актуальными проблемами реальной жизни ребёнка». Отмечается, что среди детских страшилок можно обнаружить сюжеты и мотивы, традиционные в архаическом фольклоре, демонологических персонажей, заимствованных из быличек и бывальщин, однако преобладающей является группа сюжетов, в которых демоническими существами оказываются предметы и вещи окружающего мира.
Литературовед С. М. Лойтер отмечает, что испытывая влияние волшебной сказки, страшилки детей приобрели чёткую и однотипную структуру сюжета. Заложенная в нём заданность (предупреждение либо запрет — нарушение — воздаяние) позволяют определить её как «дидактическую структуру».
Некоторые исследователи проводят параллели между современным жанром детской страшилки и более старыми литературными видами страшных историй, например, сочинениями Корнея Чуковского.
Писатель Эдуард Успенский собрал коллекцию таких историй для книги «Красная Рука, Чёрная Простыня, Зелёные Пальцы (страшные повести для бесстрашных детей)».
Страшилки в описанной форме получили распространение в 60-70-х годах XX века. Литературовед О. Ю. Трыкова считает, что в «настоящее время страшилки постепенно переходят в „стадию консервации“. Дети ещё рассказывают их, но уже практически не появляется новых сюжетов, меньше становится и частотность исполнения. Очевидно, это связано с изменением жизненных реалий: в советский период, когда почти тотальный запрет в официальной культуре был наложен на всё катастрофическое и пугающее, потребность в страшном удовлетворялась посредством данного жанра. В настоящее время появилось множество источников, помимо страшилок, удовлетворяющих эту тягу к загадочно-пугающему (от выпусков новостей, различных газетных публикаций, смакующих „страшное“, до многочисленных фильмов ужасов)».
По мнению пионера в исследовании этого жанра, психолога М. В. Осориной, страхи, с которыми в раннем детстве ребёнок справляется сам либо с помощью родителей, становятся «материалом коллективного детского сознания. Этот материал прорабатывается детьми в групповых ситуациях рассказывания страшных историй, фиксируется в текстах детского фольклора и передается следующим поколениям детей, становясь экраном для их новых личностных проекций.»
Главными героями страшилок являются обычные дети, которые сталкиваются с «предметом-вредителем» (пятно, занавески, гроб на колёсиках, пианино, телевизор, радио, пластинка, автобус, трамвай). В этих предметах особую роль нередко играет цвет: чёрный, красный, и другие. Герой, как правило, неоднократно получает предупреждение о грозящей от предмета-вредителя беде, но не хочет (или не может) от него избавиться. Его смерть чаще всего происходит от удушения. В некоторых сюжетах присутствует помощник героя — милиционер.
Страшилки не сводятся только к сюжету, существенным является и ритуал рассказывания — как правило, в темноте, в детской компании в отсутствие взрослых.
По мнению фольклориста М. П. Чередниковой, включенность ребёнка в практику рассказывания страшилок зависит от его психологического созревания. Сначала, лет в 5—6, ребёнок не может без ужаса слышать страшные истории.
Позднее, примерно с 8 до 11 лет, дети с удовольствием рассказывают страшные истории, а в возрасте 12—13 лет уже перестают воспринимать их всерьёз, и все большее распространение получают различные пародийные формы.

## Пародии на страшилки
Как ключевые моменты страшилок (напр., чёрный цвет, страшная неизвестность), так и полная форма жанра могут эксплуатироваться в «антистрашилках» — страшилках с «естественной» развязкой либо неожиданным разрешением потустороннего страха через смешное. Например:
- Жили-были отец, мать, сын, дочь. На стене у них пятно какое-то появилось, большое. Мать терла, тёрла — не стёрла. Мать исчезла ночью. На другой день отец трёт, трёт, трёт — тоже исчез. Брат трёт, трёт — исчез. Дочь стала тереть — чёрт вылазит. Она говорит: «Ты чё моих мамку, папку и брата съел?» А он и говорит: «А чё они мою лысину тёрли?!».
- В одной квартире на потолке появилось жёлтое пятно. Мама увидела его и умерла от страха. На следующий день пятно стало больше. Папа увидел его и тоже умер. И старшая сестра умерла. А мальчик пошёл на чердак и увидел, что там маленький котёнок лужу делает.

Видный фольклорист профессор Е. А. Костюхин считает, однако, что неправильно всегда видеть в таких сюжетах только пародию. Дело не в том, что мифологическое мировосприятие в определённом возрасте начинает подвергаться критике, а в том, что изначально в любой мифологии комическое следует за серьёзным. Это не «пародии» на страшилки, следующие как осмысление и отвержение жанра — это альтернативные тексты, равноправно соседствующие со страшными.
Также пародии могут рассматриваться как психологический защитный механизм, помогающий справиться со страхом (превратить страшное в смешное и использовать это в будущем, перенеся на новые объекты).

## Современные варианты
Страшилки продолжают сочиняться детьми и в наши дни, причём, приспособленные к современным реалиям.
«В советское время очень популярной была история про чёрный телевизор, из которого ночью вылезают чёрные руки и душат членов семьи, но теперь она в таком виде неактуальна — 90 % телевизоров у нас чёрного цвета. Зато сегодня дети рассказывают историю про красный мобильник, который работает не от батареи, а высасывает из владельца кровь и мозг».
Одна из современных страшилок, например, звучит следующим образом:

Маленькая девочка шла по улице и увидела магазин, которого раньше не было. Вывеска гласила, что в нём продаются мобильники с огромной скидкой. Девочка купила себе мобильник. Пришла с ним в школу, стала слушать все мелодии подряд, а вместо последней мелодии были записаны детские крики «Вытащите нас отсюда». Девочка заявила об этом в полицию. Когда магазин накрыли, в его подвале обнаружили цех по сборке мобильников, в котором работали безногие дети, а руководила ими злая ведьма.
В 2010-е годы в Рунете стали распространяться пародийные истории, построенные на новейших реалиях и по структуре в точности соответствующие классическим страшилкам, однако за счёт выбранного тона повествования воспринимающиеся только в шутку:

Одна девочка попросила на день рождения у родителей красный гироскутер. Когда после праздника девочка распаковывала подарки, красный гироскутер включился и задавил девочку до смерти, а потом выпрыгнул в окно, и больше его никто не видел.
В современных страшилках часто встречается интернет, когда таинственные сообщения приходят по ICQ или электронной почте. В пародиях на страшилки содержатся сюжеты, обыденные при пользовании современной техникой:
- В одной чёрной-чёрной комнате сидят два чёрных-чёрных человека. И один чёрный-чёрный человек говорит другому чёрному-чёрному человеку: «Никогда больше не буду самостоятельно картриджи заправлять!»

## Художественные произведения на основе детских страшилок
- Повести российского писателя-фантаста Дмитрия Емеца «Гроб на колёсиках» и «Юный граф Дракула» основаны на типичных сюжетах детских страшилок.
- В рассказе Виктора Пелевина «Синий фонарь» мальчики рассказывают друг другу детские страшилки.
- В рассказе Аслана Черубаева «Как мы ездили в лагерь» мальчики ночью рассказывают друг другу популярные страшные истории.
- Эдуард Успенский объединил множество таких историй в небольшую повесть детективного жанра «Красная рука, чёрная простыня, зелёные пальцы».